# Коммунисты России
Коммунисти́ческая па́ртия Коммуни́сты Росси́и — действующая зарегистрированная российская левопопулистская политическая партия.
Была создана 23 мая 2009 года как общественное движение, объединив низовые ячейки КПРФ и коммунистической молодёжи. В 2012 году, стала политической партией. Со своего основания, считается партией-спойлером, искусственно созданной АП РФ для отъёма голосов у КПРФ и иных левых сил, не находящихся под полным контролем АП.

## Деятельность
23 мая 2009 года на учредительном I съезде был избран Первый секретарь, лидер «Независимого Союза коммунистической молодёжи РФ» Константин Жуков. Учредителями выступили организации СКМ РФ, «Коммунисты Петербурга и Ленинградской области», «Коммунисты Дальнего Востока».
22 мая 2011 года в Москве в гостиничном комплексе «Измайлово» состоялся II съезд Общероссийской общественной организации «Коммунисты России». На съезде присутствовали представители РКРП-РПК. Было принято решение по началу преобразования организации в политическую партию. Первым секретарем ЦК избран Максим Сурайкин, исполнительным секретарем ЦК Константин Жуков. В состав партии перешла часть партийных органов Всероссийской коммунистической партии будущего.
22 апреля 2012 года состоялся III съезд организации, на котором было принято решение о преобразовании организации в политическую партию.
7 июня 2012 года организация официально зарегистрирована как политическая партия «Коммунисты России».
30 июня 2013 года прошёл II (IV) Съезд партии.
В мае 2016 года партия провела учредительный съезд общественной организации «Атеисты России». По мнению Сурайкина, российские атеисты «в общественном поле фактически не представлены».
С лета 2018 года партия активно участвует в акциях протеста против пенсионной реформы, как в столице, так и в регионах.
18 марта 2022 года состоялся внеочередной съезд партии, на котором был избран новый председатель ЦК КПКР Малинкович Сергей Александрович. Смена руководителя партии подтверждена Минюстом, хотя Сурайкин не признал этот съезд.

### Участие в выборах
Местные органы власти
Партия приняла участие в выборах 14 октября 2012 года, получив от 2 до 3,5 процентов голосов. По их итогам партия получила 2 места в Карачаевской городской думе.
По результатам выборов 8 сентября 2013 года партия получила представительство (2 места) в региональном парламенте Хакасии, а также в местных органах власти: городском совете Майкопа, городском совете Белгорода, в Пензенской области, Татарстане, Липецкой области, Краснодарском крае, Тверской области (Конаково, Бежецк), Красноярском крае.
Партия шла на выборы с программой под названием «Десять сталинских ударов по капитализму», требующей широкую национализацию, возврат смертной казни за особо опасные преступления, отмену медицинской реформы, конституционный запрет на повышение пенсионного возраста. Федеральную часть списка на выборах в Госдуму РФ возглавили лидер партии Максим Сурайкин, бывший губернатор Камчатского края Михаил Машковцев, региональную часть Ивановской области, бывший глава администрации Ивановской области Владимир Тихонов, в городе Тольятти по одномандатному округу № 159 партия выдвинула бывшего депутата трёх созывов Анатолия Иванова.
По результатам выборов 9 сентября 2018 года, партия преодолела 5 % барьер на выборах депутатов региональных парламентов пяти субъектов Российской Федерации:
- Республика Хакасия — 8,01 %[26] (2 мандата из 50[27])
- Ненецкий автономный округ — 5,29 %[28] (1 мандат из 19[29])
- Ростовская область — 5,06 %[30] (1 мандат из 60[31])
- Ульяновская область — 5,83 %[32] (1 мандат из 36[33])
- Ярославская область — 6,63 %[34] (1 мандат из 50[35])

а также попала во многие местные органы власти — Совета депутатов Абакана, Совета народных депутатов городского округа Майкоп и прочие.
8 сентября 2019 года «Коммунисты России» получили 5,67 % голосов на выборах в Тульскую областную думу (1 мандат из 36).
13 сентября 2020 года «Коммунисты России» получили 7,47 % голосов на выборах в городскую думу Ростова-на-Дону.
По результатам выборов 19 сентября 2021 года, партия преодолела 5 % барьер на выборах депутатов региональных парламентов трёх субъектов Российской Федерации:
- Алтайский край — 12,1 %[39] (4 мандата из 68[40])
- Амурская область — 8,3 %[40](1 мандат из 27[41])
- Омская область — 11 %[42](3 мандата из 44[43])

Выборы в Государственную думу
На выборах в Государственную думу 2016 года заняла 5-е место, получив 2,27 % голосов.

На выборах в Государственную думу 2021 года заняла 8-е место, получив 1,27 % голосов.
В связи с тем, что на выборах в Государственную думу партия ни разу не преодолела 5-и процентный барьер, все голоса отданные за партию были распределены по методу Хэра среди других партий.
Президентские выборы
28 мая 2017 года пленум ЦК выдвинул Максима Сурайкина кандидатом для участия в предстоящих президентских выборах 2018 года. 24 декабря 2017 года Сурайкин подал в ЦИК России документы для выдвижения на президентских выборах от возглавляемой им партии, 8 февраля 2018 года был зарегистрирован кандидатом на должность Президента Российской Федерации. По результатам выборов занял 7-е из 8 мест с результатом 0,68 % (499 тыс. голосов избирателей).
28 декабря 2023 года съезд партии выдвинул Сергея Малинковича кандидатом для участия в предстоящих президентских выборах 2024 года. 8 февраля 2024 года ЦИК отказала ему в регистрации.

## Критика

### Отношения с КПРФ и другими левыми организациями
Организация создана как альтернатива КПРФ. «Коммунисты России» выступают с критикой Геннадия Зюганова и считают, что коммунистическая партия во главе с ним не сможет вернуть себе утраченную власть. Часть членов политбюро ранее состояла в КПРФ, однако покинула её в результате противоречий с руководством.
В июне 2015 года КПРФ подала иск в Московский арбитражный суд против партии «Коммунисты России» о прекращении использования наименования и партийной символики, ссылаясь на их чрезмерную схожесть. По существу рассмотрение вопроса о названии «Коммунистов России» с участием в качестве третьего лица Минюста РФ. 11 июля 2016 года суд отклонил иск КПРФ.
КПРФ обвиняет партию в воровстве идей и спойлерстве в пользу действующей власти.
Партия РОТ ФРОНТ считает «Коммунистов России» технологическим проектом Кремля, делающим акцент на левый популизм.
Лидер «Левого фронта» Сергей Удальцов назвал членов этой партии «ветеранами спойлерского движения» и «политическими проститутками», которые за 30 сребреников «вредят, гадят, выставляют однофамильцев»:
Как жаловалась КПРФ, практика выдвижения спойлеров-однофамильцев КПКР продолжилась и на выборах 2022 года и 2024 года в Москве.

### Со стороны бывших членов партии
13 июля 2020 года один из основателей, заместитель председателя партии «Коммунисты России» Константин Аркадьевич Жуков заявил о расколе в партии из-за действий её председателя Сурайкина, и вышел из партии. Жуков обвинил Максима Сурайкина в превращении партии в спойлера, который выполняет заказ «Единой России» и администрации президента по оттягиванию голосов КПРФ. По словам Жукова, ещё на выборах в Государственную думу в 2016 году десять из пятнадцати кандидатов «Коммунистов России» по Москве были людьми, предложенными мэрией, а помощь в получении 100 тысяч подписей для Сурайкина на президентских выборах в 2018 году оказывали политтехнологи из администрации президента. Пиком сотрудничества партии с властью Константин Жуков называет выборы в Мосгордуму в 2019 году, на которых 26 из 32 кандидатов являлись людьми, предложенными мэрией Москвы. Жуков предположил, что только за выборы 2019 года, Сурайкин получил от мэрии порядка 120 миллионов рублей. Однако в партии опровергают обвинения в спойлерстве на выборах депутатов Московской Городской Думы, аргументируя это тем, что после выдвижения кандидатов публично предложили КПРФ сотрудничество на выборах, заключающееся в том, чтобы взаимно снять кандидатов и составить список 45 коммунистов на 45 округов в Мосгордуму от двух компартий. В обнародовании этого предложения участвовал и К. А. Жуков, который сам был зарегистрированным кандидатом партии на выборах депутатов Мосгордумы. КПРФ предложение Коммунистов России отвергла.

## Финансирование партии
«Коммунисты России» не получают государственного финансирования за голоса избирателей. Членские взносы в партии есть, но они составляют незначительную часть доходов — 0,3 % в 2015 году. По годам доходы партии составили:
- 2012 год — 3,3 млн руб.;
- 2013 год — 8,4 млн руб.;
- 2014 год — 13,9 млн руб.;
- 2015 год — 17,8 млн руб.

Из этих цифр видно, что к 2015 году партии удалось значительно увеличить свои доходы. Расходы партии за 2015 год составили 18,5 млн руб. и распределялись следующим образом:
- Содержание руководящих органов партии — 1,5 %;
- Содержание региональных отделений партии — 2,1 %;
- Перечислено в избирательные фонды — 34,2 %;
- Агитационно-пропагандистская деятельность — 23,7 %;
- Публичные мероприятия, съезды, собрания и т. п. — 10,1 %;
- Прочие расходы — 28,4 %.

Из этих цифр видно, что партия тратит основную часть средств на участие в избирательных кампаниях и на агитационную работу.
В 2018 г. РБК сообщил, что бюджет «Коммунистов России» почти полностью обеспечен 29 беспроцентными займами от председателя партии Максима Сурайкина, который, согласно отчетам в ЦИК, связан с ООО «Алезар», ООО «Народная компьютерная компания», ОАО "Санаторий «Автотранспортник России». В 2017 году доход партии составил 15,6 млн руб., из них 14,2 млн — заем от Сурайкина.
Данный факт стал основанием для обвинений со стороны нового ЦК партии, избранного в марте 2022 года: Сурайкин «попытался связать партию кредитными договорами в свою пользу и в пользу своих родственников».